# Бишоп, Уильям (актёр)
Уильям Пэкстон Бишоп (англ. William Paxton Bishop; 16 июля 1918 — 3 октября 1959) — американский актёр кино и телевидения 1940—1950-х годов.
За время своей кинокарьеры Бишоп сыграл главные и значимые роли в таких фильмах, как «Приключения в Сильверадо» (1948), «Блуждающие холмы» (1949), «Анна Лукаста» (1949), «Гарриет Крейг» (1950), «Убийца, запугавший Нью-Йорк» (1950), «Лорна Дун» (1952), «Рыжая из Вайоминга» (1953), «Лучший стрелок» (1955), «Босс» (1956) и «Белая женщина» (1956).

## Ранние годы жизни и начало карьеры
Уильям Бишоп родился 16 июля 1918 года в Ок-Парке, Иллинойс, США. По материнской линии Бишоп был племянником признанного американского драматурга и сценариста Чарльза Макартура, женой которого была актриса Хелен Хейс
Бишоп учился в школах в Нью-Йорке и Нью-Джерси, а затем поступил в Университет Западной Виргинии, где изучал юриспруденцию.

## Театральная карьера
Свою актёрскую карьеру Бишоп начал на сцене. Однажды летом дядя устроил Бишопа на работу в театр округа Сафферн (англ. Suffern County Theatre) поблизости от Нью-Йорка, где тот работал с такими актёрами, как Бродерик Кроуфорд, Джордж Тобиас, Хосе Феррер и Кент Смит. После этого Бишоп решил продолжить работу в театре и ушёл из университета, отправившись на гастроли со спектаклем «Табачная улица».
Затем Бишоп поработал в нескольких небольших театрах Нью-Йорка, и одно время даже был членом театра Орсона Уэллса Mercury Theatre. На Бродвее Бишоп играл в спектаклях «Виктория Регина» (1938) и «Табачная дорога» (1942).

## Начало кино карьеры и служба в армии
После непродолжительной работы в Mercury theatre в Нью-Йорке Бишоп отправился в Голливуд, где подписал контракт с киностудией Metro-Goldwyn-Mayer. В 1943 году Бишоп сыграл небольшие роли (без указания в титрах) в одиннадцати фильмах, среди которых военная драма со Спенсером Трейси «Парень по имени Джо» (1943), музыкальная комедия с Джуди Гарленд «Сумасшедшая девчонка» (1943), военная драма «Всем смерть!» (1943) и романтическая комедия «Потерянный ангел» (1943).
В 1944 году Бишоп должен был сняться в своей первой крупной роли в фильме с Эстер Уильямс, однако в связи с Второй мировой войной вынужден был прервать карьеру и пойти служить в армию. Вплоть до 1946 года Бишоп служил в войсках связи армии США на Юге Тихоокеанского фронта.

## Карьера в кино и на телевидении
В 1946 году по окончании службы Бишоп вернулся в Голливуд. Он подписал контракт со студией Columbia Pictures, на которой проработал три года, а затем стал фрилансером. Как пишет историк кино Хэл Эриксон, Бишоп прибыл в Голливуд в самом конце периода «актёров победы», когда крупные студии нанимали любого красивого актёра, чтобы заполнить пустоту, пока крупные звёзды мужского пола, такие как Гейбл и Фонда, ещё не успели вернуться с войны.
В 1947 году Бишоп сыграл в четырёх фильмах, среди которых криминальная комедия с Уильямом Пауэллом «Песня для Тонкого человека» (1947), историческая драма о ядерном оружии с Брайаном Донлеви «Начало конца» (1947) и вестерн с участием Вэна Джонсона и Джанет Ли «Роман Роузи Ридж» (1947). В следующем году Бишоп сыграл в вестерне с Рэндольфом Скоттом «Коронер Крик» (1948) и вестерне с Престоном Фостером «Громовое копыто» (1948). Он также исполнил главные роли в двух малобюджетных вестернах — «Приключение в Сильверадо» (1948) и «Чёрный орёл» (1948), а также в мелодраме «Порт-Саид» (1948).
В 1949 году Бишоп сыграл значимую роль второго плана в вестерне с Рэндольфом Скоттом «Блуждающие холмы» (1949) и главную мужскую роль жениха главной героини (Полетт Годдар) в социальной драме «Анна Лукаста» (1949). Год спустя у Бишопа была заметная роль в мелодраме с Джоан Кроуфорд «Гарриет Крейг» (1950), а в фильме нуар «Убийца, запугавший Нью-Йорк» (1950) Бишоп сыграл ключевую роль доктора, который организует борьбу с опасной эпидемией оспы в Нью-Йорке.. Как написал о его игре кинокритик «Нью-Йорк Таймс» Босли Краузер, «Уильям Бишоп решителен и молод в роли врача». В 1951 году у Бишопа была небольшая роль в военной приключенческой драме «Водолазы» (1951) с участием Ричарда Уидмарка и Дэны Эндрюса. По мнению историка кино Хэла Эриксона, «лучшей ролью Бишопа в этот период была роль Картера Дуна в костюмированной цветной ленте студии Columbia „Лорна Дун“ (1952)» с Барбарой Хейл в заглавной роли.
Как далее отмечает Эриксон, «в 1950-е годы мускулистый, с крепкой челюстью» Бишоп специализировался на вестернах, таких как «Крипл Крик» (1952), «Захватчики» (1952), «Техасские рейнджеры» (1952), «Рыжая из Вайоминга» (1953), «Оружейный пояс» (1953), «Лучший стрелок» (1955) и «Ренегаты из Вайоминга» (1955). Он также сыграл одну из главных ролей в политическом фильме нуар «Босс» (1956), где был ближайшим другом и юридическим советником молодого политика (Джон Пейн), который делает стремительную карьеру в провинциальном американском городе. В рецензии журнала TV Guide подчёркивалось, что «Пейн получает восхитительную поддержку от Уильяма Бишопа, который в конце концов несёт ответственность за вынесенный ему (герою Пейна) обвинительный приговор». Кинокритик Крейг Батлер также отметил «отличную работу Уильяма Бишопа» в этом фильме.
Бишоп завершил свою кинокарьеру вестернами «Белая женщина» (1956) и «Призрачный дилижанс» (1957), в котором он сыграл главную роль. Незадолго до смерти он завершил работу в своём последнем фильме, вестерне «Путь в Орегон» (1959), где в титрах его имя стояло вторым после звезды картины Фреда Макмюррея.

## Карьера на телевидении
С 1951 по 1959 год Бишоп снялся в 113 эпизодах 22 различных сериалов, среди которых «Саспенс» (1951), «Театр у камина» (1952—1953), «Письмо к Лоретте» (1954), «Городской детектив» (1954), Шоу Гейл Сторм (1957), «Миллионер» (1958), «Речная лодка» (1959) и «Стрелок» (1959).
В 1954—1956 годах в течение 39 недель Бишоп наряду с Майклом О’Ши и Джеймсом Данном играл главную роль в телевизионном ситкоме «Это великолепная жизнь» (1954, 77 эпизодов), который рассказывал о двух бывших военнослужащих, которые живут вместе в небольшой съёмной квартирке в пансионе, которым управляет миссис Морган (Фрэнсис Бавье).

## Личная жизнь
В 1956 году в небольшом городке в Неваде Бишоп женился на Ширли Мор (англ. Shirley Mohr).

## Смерть
Уильям Бишоп умер 3 октября 1959 года в своём доме в Малибу, Калифорния, США, в возрасте 41 года от рака.

## Фильмография
| Год        |     | Русское название            | Оригинальное название            | Роль                                                                    |
| ---------- | --- | --------------------------- | -------------------------------- | ----------------------------------------------------------------------- |
| 1943       | кор | Краткий промежуток          | Brief Interval                   | доктор Оливер Локвуд                                                    |
| 1943       | ф   | Всем смерть!                | Cry «Havoc»                      | солдат (в титрах не указан)                                             |
| 1943       | ф   | Сумасшедшая девчонка        | Сумасшедшая девчонка             | человек с радио (в титрах не указан)                                    |
| 1943       | ф   | Парень по имени Джо         | A Guy Named Joe                  | Рэй, пилот (в титрах не указан)                                         |
| 1943       | ф   | Я сделал это                | I Dood It                        | детектив (в титрах не указан)                                           |
| 1943       | ф   | Потерянный ангел            | Lost Angel                       | репортёр (в титрах не указан)                                           |
| 1943       | ф   | Пилот №5                    | Pilot #5                         | кадет (в титрах не указан)                                              |
| 1943       | ф   | Салют морской пехоте        | Salute to the Marines            | капрал Андерсон (в титрах не указан)                                    |
| 1943       | кор | Видящие руки                | Seeing Hands                     | мужчина, который тянет шнур от лампы (в титрах не указан)               |
| 1943       | ф   | Мейзи в вечерней смене      | Swing Shift Maisie               | молодой пилот (в титрах не указан)                                      |
| 1943       | ф   | Свист в Бруклине            | Whistling in Brooklyn            | психиатр (в титрах не указан)                                           |
| 1943       | ф   | Молодые идеи                | Young Ideas                      | французский лейтенант (в титрах не указан)                              |
| 1943       | ф   | Свинговая лихорадка         | Swing Fever                      | солдат с книгой автографов (в титрах не указан)                         |
| 1947       | ф   | Дьявольский корабль         | Devil Ship                       | Сандерсон                                                               |
| 1947       | ф   | Роман Роузи Ридж            | The Romance of Rosy Ridge        | Эд Бьюканен                                                             |
| 1947       | ф   | Песня Тонкого человека      | Song of the Thin Man             | Эл Эмбой                                                                |
| 1947       | ф   | Начало конца                | The Beginning or the End         | второй лейтенант, офицер по электронике, Энола Гей (в титрах не указан) |
| 1948       | ф   | Приключения в Сильверадо    | Adventures in Silverado          | Билл Фосс                                                               |
| 1948       | ф   | Чёрный орёл                 | Black Eagle                      | Джейсон Бонд                                                            |
| 1948       | ф   | Коронер Крик                | Coroner Creek                    | Лич Коновер                                                             |
| 1948       | ф   | Порт-Саид                   | Port Said                        | Лесли Сирс                                                              |
| 1948       | ф   | Громовое копыто             | Thunderhoof                      | Кид                                                                     |
| 1948       | ф   | Неукротимая порода          | The Untamed Breed                | Ларч Киган                                                              |
| 1949       | ф   | Анна Лукаста                | Anna Lucasta                     | Рудольф Стробел                                                         |
| 1949       | ф   | Блуждающие холмы            | The Walking Hills                | Дейв «Шеп» Уилсон                                                       |
| 1949       | ф   | Мистер Простак              | Mr. Soft Touch                   | радиоведущий (голос, в титрах не указан)                                |
| 1949       | ф   | Немного французский         | Slightly French                  | Джей Би (голос, в титрах не указан)                                     |
| 1950       | ф   | Гаррьет Крэйг               | Harriet Craig                    | Уэс МИллер                                                              |
| 1950       | ф   | Убийца, запугавший Нью-Йорк | The Killer That Stalked New York | доктор Бен Вуд                                                          |
| 1950       | ф   | Они приходят ещё жёстче     | The Tougher They Come            | Гас Уильямс                                                             |
| 1950       | ф   | Баскетбольный сговор        | The Basketball Fix               | Майк Тафт                                                               |
| 1951       | ф   | Лорна Дун                   | Lorna Doone                      | Карвер Дун                                                              |
| 1951       | ф   | Техасские рейнджеры         | The Texas Rangers                | Сэм Бэсс                                                                |
| 1951       | ф   | Водолазы                    | The Frogmen                      | Феррино (в титрах не указан)                                            |
| 1951       | с   | Саспенс                     | Suspense                         | (2 эпизода)                                                             |
| 1952       | ф   | Срыв                        | Breakdown                        | Терри Уильямс                                                           |
| 1952       | ф   | Крипл Крик                  | Cripple Creek                    | Силвер Керби                                                            |
| 1952       | ф   | Захватчики                  | The Raiders                      | маршал Уильям Хендерсон                                                 |
| 1952       | ф   | Территория Монтана          | Montana Territory                | закадровый рассказчик (в титрах не указан)                              |
| 1952       | с   | Витрина вашего ювелира      | Your Jeweler's Showcase          | (1эпизод)                                                               |
| 1952— 1953 | с   | Театр у камина              | Fireside Theatre                 | разные роли (6 эпизодов)                                                |
| 1952—1957  | с   | Театр звезд «Шлитца»        | Schlitz Playhouse of Stars       | разные роли (4 эпизода)                                                 |
| 1953       | ф   | Рыжая из Вайоминга          | The Redhead from Wyoming         | Джим Эверелл                                                            |
| 1953       | ф   | Оружейный пояс              | Gun Belt                         | Айк Клинтон                                                             |
| 1953       | кор | История Студебекера         | The Studebaker Story             | Генри Студебекер                                                        |
| 1953 —1954 | с   | Кавалькада Америки          | Cavalcade of America             | разные роли (3 эпизода)                                                 |
| 1954       | ф   | Тихоокеанский маршрут       | Overland Pacific                 | Дел Стюарт                                                              |
| 1954       | с   | Письмо к Лоретте            | Letter to Loretta                | Брэд Делмар (1 эпизод)                                                  |
| 1954       | с   | Театр «Пепси-колы»          | The Pepsi-Cola Playhouse         | (2 эпизода)                                                             |
| 1954       | с   | Звёздный дождь              | Shower of Stars                  | Стив (1эпизод)                                                          |
| 1954       | с   | Городской детектив          | City Detective                   | Мартин (1эпизод)                                                        |
| 1954 —1956 | с   | Это великолепная жизнь      | It's a Great Life                | Стив Коннорс (77 эпизодов)                                              |
| 1954—1957  | с   | Телевизионный театр «Форда» | The Ford Television Theatre      | разные роли (2 эпизода)                                                 |
| 1955       | ф   | Лучший стрелок              | Top Gun                          | Кэнби Джадд                                                             |
| 1955       | ф   | Ренегаты из Вайомига        | Wyoming Renegades                | Сандэнс                                                                 |
| 1955       | тф  | Зелёные мальчики с гор      | The Green Mountain Boys          | Этан Аллен                                                              |
| 1955       | с   | Театр научной фантастики    | Science Fiction Theatre          | Мел Уингейт (1 эпизод)                                                  |
| 1955 —1956 | с   | Театр звёзд                 | Celebrity Playhouse              | разные роли (2эпизода)                                                  |
| 1955— 1956 | с   | Дневной спектакль           | Matinee Theatre                  | разные роли (2 эпизода)                                                 |
| 1956       | ф   | Босс                        | The Boss                         | Боб Херрик                                                              |
| 1956       | ф   | Белая женщина               | The White Squaw                  | Боб Гарт                                                                |
| 1957       | ф   | Призрачный дилижанс         | The Phantom Stagecoach           | Глен Хейден                                                             |
| 1957       | ф   | Кратчайший путь в ад        | Short Cut to Hell                | сержант Стэн Лоуэри                                                     |
| 1957       | с   | Час The 20th Century-Fox    | The 20th Century-Fox Hour        | Мэтт Хорнбек (1 эпизод)                                                 |
| 1957       | с   | Шоу Гейл Сторм              | The Gale Storm Show: Oh! Susanna | Дэвид (1 эпизод)                                                        |
| 1957       | с   | Театр 90                    | Playhouse 90                     | Чарльз Даффи (1 эпизод)                                                 |
| 1958       | с   | Миллионер                   | The Millionaire                  | Пит Хоппер (1 эпизод)                                                   |
| 1959       | ф   | Путь в Орегон               | The Oregon Trail                 | капитан Джордж Уэйн                                                     |
| 1959       | с   | За закрытыми дверями        | Behind Closed Doors              | Дэвид Спэрроу (1 эпизод)                                                |
| 1959       | с   | Стрелок                     | The Rifleman                     | Дейв Стаффорд (1 эпизод)                                                |
| 1959       | с   | Речная лодка                | Riverboat                        | Монти Ломан (1 эпизод)                                                  |
| 1959       | с   | Театр «Дженерал Электрик»   | General Electric Theater         | Уильямс (1 эпизод)                                                      |